# Морган, Джанет Патрисия
Джанет Патрисия Морган, леди Бальфур из Берли (Janet Patricia Morgan, Lady Balfour of Burleigh; род. в декабре 1945, Монреаль, Канада) — британская писательница и историк, консультант правительств, компаний и других организаций по вопросам долгосрочного стратегического планирования и новых технологий.
Доктор философии, фелло Эдинбургского королевского общества (1999), иностранный член Американского философского общества (2012). Автор биографий Агаты Кристи и Эдвины Маунтбеттен, редактор дневников Ричарда Кроссмана. Живёт в Шотландии.
Родилась в Royal Victoria Hospital, Montreal. Дочь доктора Фрэнка Моргана — учёного, работавшего над сверхсекретным атомным исследовательским проектом. Впоследствии её свидетельство о рождении было утеряно, и она оставалась без доказательств своего канадского происхождения (до конца 1990-х).
Получила степени магистра и доктора философии.
Преподавала в Оксфордском университете, затем сотрудничала в Central Policy Review Staff (с 1978 по 1981). C 1988 года в Шотландии.
Супруг — Роберт Брюс, лорд Бальфур из Берли (с 1993, ум. 2019).
CBE (2008). Также автор книги The Secrets of Rue St Roch.